# Sörbo norras naturreservat
Sörbo norras naturreservat är ett naturreservat i Heby kommun i Uppsala län.
Området är naturskyddat sedan 2009 och är 24 hektar stort. Reservatet består av granar och äldre grova lövträd.